# Summerlin (Nevada)
Pour les articles homonymes, voir Summerlin.
Summerlin est une des plus grandes communautés planifiées des États-Unis prévue pour atteindre 9 100 hectares elle est toujours en cours d'élaboration par la Howard Hughes Corporation dans la vallée de Las Vegas dans le comté de Clark au Nevada, près de la chaîne Spring et du parc national de Red Rock Canyon. 
Summerlin est nommé ainsi en l'honneur de la grand-mère de Howard Hughes, Jean Amelia Summerlin. 
La communauté comprend une variété exceptionnel de zonages et d'utilisations de l'espace, elle comprend des zones : résidentiel, commercial, récréatif, éducatif, médical, espace ouvert, lac artificiel, golfs, et zones culturelle.
Summerlin est le quartier de Las Vegas dont la population croit le plus rapidement, estimée à 59 000 en 2000 elle augmente de 40 % pour atteindre 100 000 en 2010.

## Histoire

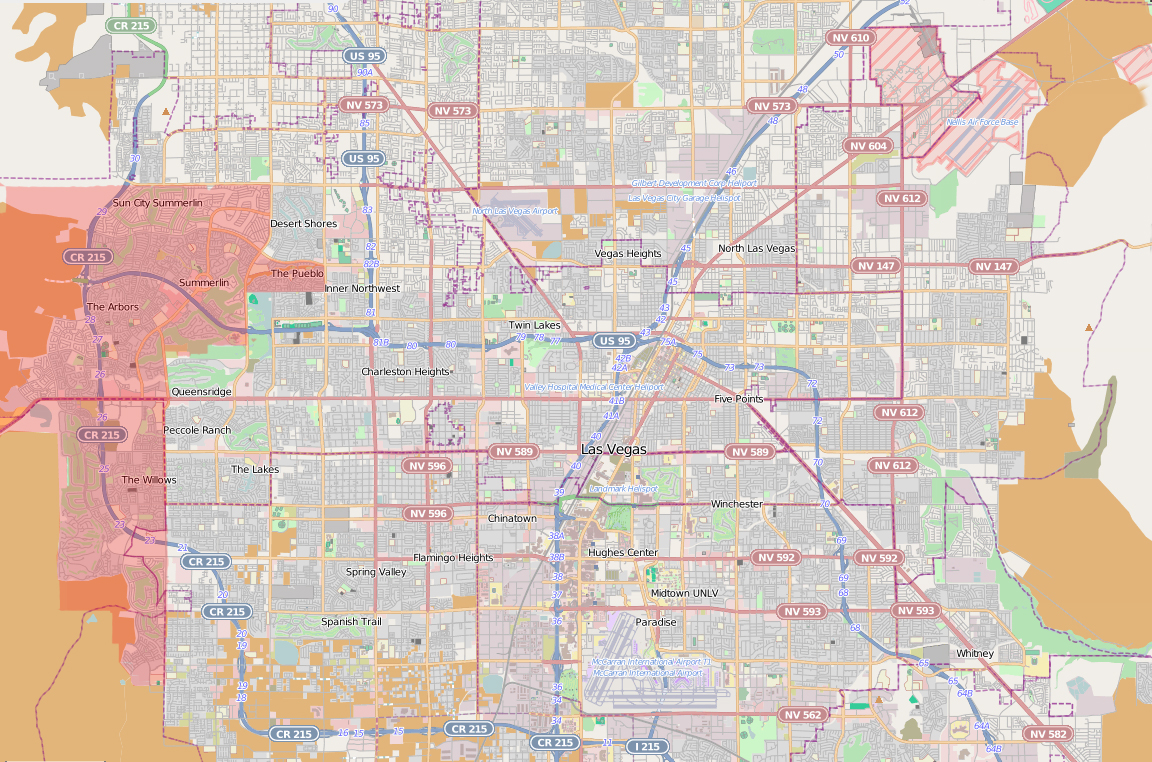
Terrain de Sumerlin à Las Vegas

Dans le milieu des années 1950 Howard Robard Hughes, acheta 10 000 hectares dans le sud du Nevada près de Las Vegas. 
Après  la mort de Howard Hughes en 1976, la Summa Corporation a été organisée pour superviser cet empire financier et les vastes propriétés foncières de Hughes, y compris la grande parcelle du sud du désert du Nevada, qui est aujourd'hui connue comme Summerlin.
En 1988, Summa Corporation a échangé plus de 2 000 hectares de terrain au Parc National de Red Rock Canyon contre 1 200 hectares de terres situées au sud de Summerlin.
Cet échange de terrains historique a été facilitée par The Nature Conservancy et acclamé par la critique et par la communauté environnementale. Cet échange créa une zone tampon pour protéger le Parc National de Red Rock Canyon contre les développements urbains dans le futur. 
La Summa Corporation commença la construction de Summerlin en 1990, mais a lancé la planification et la construction d'infrastructures, y compris l'autoroute de Summerlin, dans les années 1980.
En 2002, la Summa Corporation, connue aujourd'hui sous le nom de Howard Hughes Corporation, a finalisé un deuxième échange avec le Bureau of Land Management, donnant plus de 400 hectares de terres écologiquement sensibles à côté du parc national de Red Rock Canyon contre 360 hectares plus approprié au développement dans le sud de Summerlin.
Summerlin contient actuellement plus de 150 quartiers et communautés fermées, plus de 240 kilomètres de routes construites, neuf terrains de golf - dont les deux seuls tournois de golf Club des Joueurs du Nevada, plus d'une douzaine de maisons de culte, plusieurs centres commerciaux, des installations médicales et culturelles, des centres d'affaires et 26 écoles publiques et privées.
La Summerlin privilègie les communautés fermées, et aujourd'hui, 19 des 31 communautés prévues au total sont complètes ou sont en cours de développement.
Summerlin propose des maisons avec des styles et des prix variés (dans une gamme quand même supérieure à la moyenne) pour créer une véritable communauté multi-générationnelle. 
En janvier 2009, Summerlin avait encore environ 3 600 hectares disponibles pour de futurs développements.

## Découpage
La communauté planifiée est découpée en 4 grandes parties :
- Summerlin North
- Sun City Summerlin (réservé aux personnes de plus de 55 ans)
- Summerlin South
- Summerlin West